# Souimanga de Reichenbach
Anabathmis reichenbachii
Espèce
Statut de conservation UICN

LC : Préoccupation mineure
Le Souimanga de Reichenbach (Anabathmis reichenbachii) est une espèce de passereaux de la famille des Nectariniidae.

## Répartition
Cet oiseau est répandu à travers l'Afrique équatoriale.

## Systématique
Le nom valide complet (avec auteur) de ce taxon est Anabathmis reichenbachii (Hartlaub, 1857).
L'espèce a été initialement classée dans le genre Nectarinia sous le protonyme Nectarinia reichenbachii Hartlaub, 1857,.
Ce taxon porte en français le nom vernaculaire ou normalisé suivant : Souimanga de Reichenbach,.

### Publication originale
- G. Hartlaub, System der Ornithologie Westafrica's (publication scientifique), Inconnu, Brême, 1857, [lire en ligne].